# Nambya jezik
Nambya jezik (Chinambya, Nambzya, Nanzva; ISO 639-3: nmq) jedan od centralnih bantu jezika iz Zimbabvea. Govori ga ukupno 105 000 ljudi, od čega samo 15 000 u Bocvani (2004 R. Cook), ostali u Zimbabveu.
Narod sam sebe naziva Banyai. Jezik se piše latinicom, ali je rijetko u upotrebi, i u školama se ne uči, a mlađe osobe često koriste sjeverni ndebele [nde] kao jezik komunikacije.
Klasificira se podskupini Shona (S.16), a po starijoj klasifikaciji u Shona (S.10).

## Vanjske poveznice
- Ethnologue 14th
- Ethnologue 15th